# Целители в христианстве

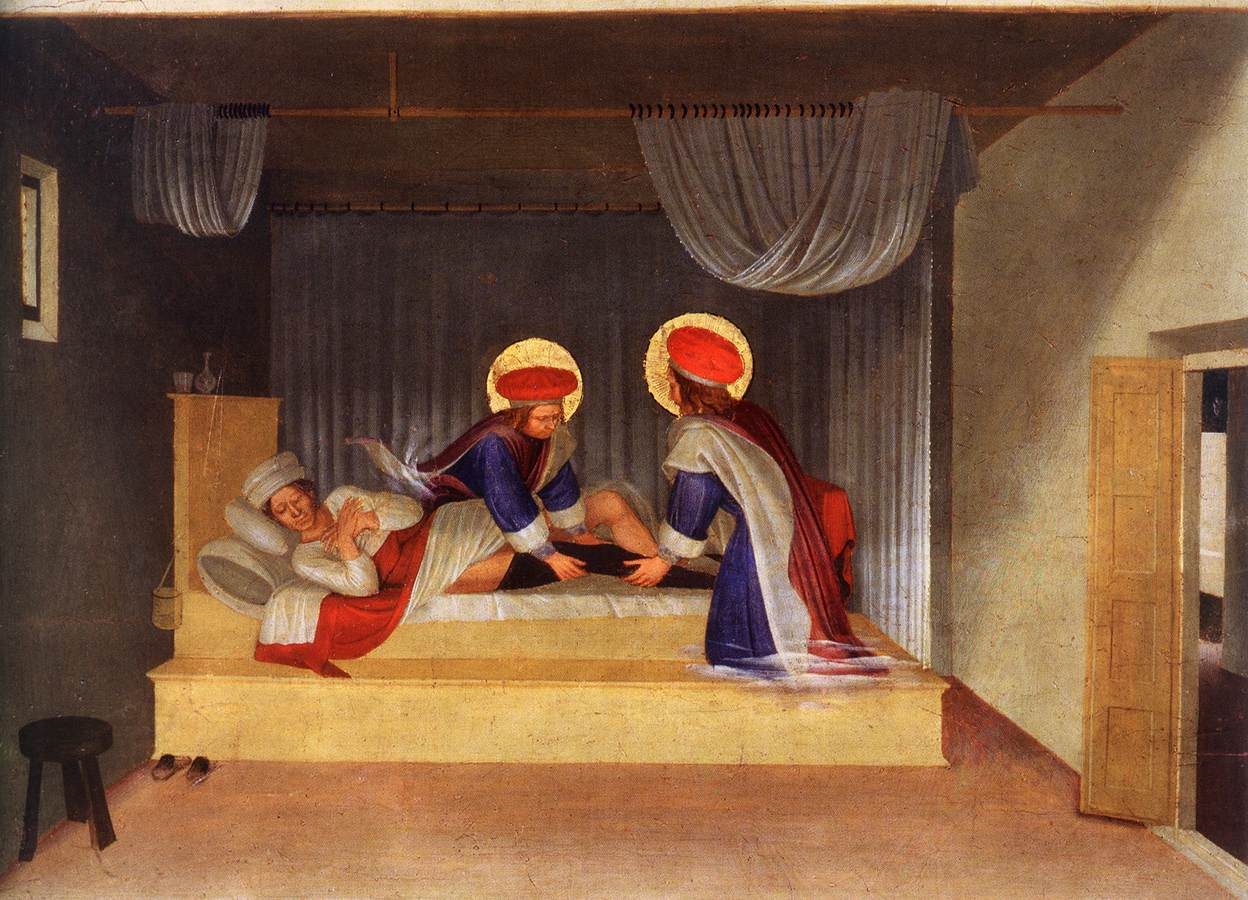
Лечение Юстиниана святыми врачами Космой и Дамианом (1439). Художник Фра Анджелико. Святые целители производят совершенно обычный осмотр больной ноги пациента, аналогично как сделали бы хирурги сегодня

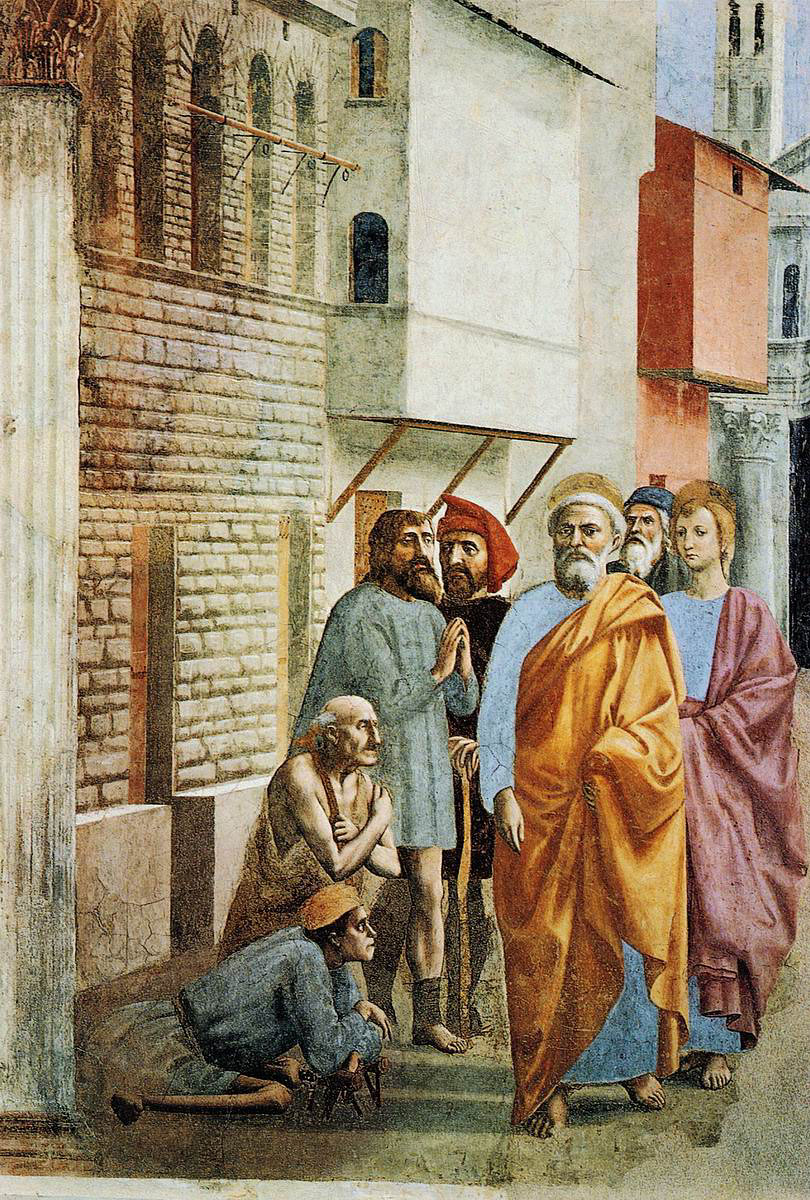
Святой Пётр исцеляет больного своей тенью (XV век). Художник Мазаччо. А здесь изображено чудесной исцеление благодаря мистической силе святого

Цели́тель — устарелое именование врача, употребляется в основном в религиозных текстах относительно лечения, осуществлённого мистически-божественными средствами.
В религиозных и магических представлениях целитель — это личность, которая избавляет от болезни чудесным образом (творит чудо).

## Целители в Священном Писании и Предании
Архангел Рафаил — в христианстве и иудаизме, могущественный целитель физических тел — как людей, так и животных. Рафаил ведёт не только духовную целительскую работу с больными и пострадавшими, но и подсказывает целителям, как пользоваться земными снадобьями. Целители могут мысленно взывать к Рафаилу, прося у него руководства до или во время лечения. Рафаил также помогает будущим целителям с обучением.
В Священном Писании и в Предании упоминаются следующие целители: апостол Пётр, пророки Илия и Елисей, святитель Алексий Московский, преподобные Антоний Великий, Феодор Сикеот, Сергий Радонежский и Серафим Саровский, преподобная Евпраксия, святые мученики Флор и Лавр. Молитвой и причащением Святых Христовых Таин исцелял святой праведный Иоанн Кронштадтский. Известно множество чудесных исцелений и от мощей святых угодников.

### Святые врачи
Многие святые в своей земной жизни избрали профессию врача и прославлены церковью как врачи-бессребреники. По мнению церкви, дару исцеления, который они получали от Бога, предшествовали их праведная жизнь, подвиги поста и молитвы, многолетняя внутренняя работа над собой, полное отвержение выгоды и человеческой славы. Часто они принимали мученическую смерть, открыто исповедуя веру в Христа. К таким святым относятся: апостол и евангелист Лука, Антип, Харалампий и Власий, Спиридон Тримифунтский и Модест Римский, Косма и Дамиан (Асийские, Римские, Аравийские); мученики Кир и Иоанн, преподобные Сампсон Странноприимец и Диомид Тарсийский.
Первыми в чине святых врачей Православная церковь именует «Пантелеимона прехвальнаго великомученика, со Ермолаем, славным огласителем его», «Богомудрого наставника Пантелеимона, ученика еллинских врачев» — священномученика Ермолая. Среди русских святых известны имена преподобных Киево-Печерских отцов, почитаемых как безмездные целители. Это преподобные: Агапит, Прохор Лебедник, Дамиан Целебник и Ипатий Целебник. В XX веке чин бессребреников пополнился новыми подвижниками. Это священноисповедник Лука (Войно-Ясенецкий), мученица Татиана (Гримблит).

## Целители в пятидесятничестве
Исцеление является одной из главных теологических доктрин пятидесятников. Рассказы о многочисленных исцелениях регистрируются с самого начала пятидесятнического движения — с пробуждения на Азуза-стрит. Случаи исцеления приписывают многим евангелистам раннего пятидесятничества — Смиту Вигглсворту, Уильяму Брэнхему, Оралу Робертсу, Эми Семпл Макферсон, Кэтрин Кульман и др. Основатель крупнейшего христианского прихода в мире Дэвид Ёнги Чо перешёл в христианство после исцеления от туберкулёза. О чудесных исцелениях, имевших место во время миссионерских крусейдов, неоднократно сообщает евангелист Рейнхард Боннке.

### Движение исцеления
Именно начавшееся в 1946-м году "движение исцеления" стало ключевым 
поворотным моментом в истории эволюции и распространения пятидесятнического движения. Основным посланием этого движения стала проповедь об исцелении верой, которая осуществлялась, порой, даже в крупнейших залах, аренах и палатках того времени (например, одним из главных лиц движения исцеления был Джек Коу, который проповедовал и молился за своих последователей в своей самой крупной переносной палатке в США вместимостью 22.000 человек).
Время спустя, стало очевидно, что движение исцеления породило не только крупнейшее пятидесятническое миссионерское движение (которое, определенно возглавил Т.Л.Осборн), но так же и привело к зарождению следующего "пробуждения" — харизматического движения.